# Colònia Valls
Colònia Valls és una antiga colònia tèxtil, al peu del riu Cardener, que va donar origen al poble de Valls de Torroella, al terme municipal de Sant Mateu de Bages (Bages). Es coneixia també amb els noms de Palà Nou o Palà de Baix (en contraposició a Palà Vell o Palà de Dalt, que es referia a la veïna Colònia Palà de Torroella). És una obra inclosa en l'Inventari del Patrimoni Arquitectònic de Catalunya.

## Descripció
La fàbrica i els primers pisos per als treballadors es construïren al marge dret del riu Cardener. Els primers edificis de serveis que es construïren a la colònia foren la casa convent amb l'escola i l'església, aquesta d'estil neoromànic, amb els murs arrebossats i pintats de color blanc, amb un campanar de planta quadrada.
Més endavant, a la segona dècada del segle xx, es construí el Teatre i Casino, la rectoria, l'església del Sagrat Cor (beneïda el 7 de novembre de 1926), i el 1968 es construïren els 24 pisos coneguts com a "edificis Sant Josep".

## Història
El naixement de la Colònia Valls, l'any 1901, va lligat al creixement industrial de la Comarca del Bages, a finals del segle xix i principis del XX, amb la instal·lació al costat del riu Llobregat i el riu Cardener, de les fàbriques de teixits i filats. Les factories s'establiren al costat dels rius per aprofitar la font d'energia gratuïta, la hidràulica. A partir de la construcció de la planta s'organitzà la Colònia amb tots els serveis: Església, escola, habitatges, botigues, etc. La Colònia Valls és actualment el centre industrial més actiu i alhora més viu, quant a perspectives de futur, del Municipi de Navàs.
Situat a l'extrem més occidental del terme i totalment allunyat del cap del Municipi, la Colònia és una autèntica entitat pròpia. Als peus de la carretera de Manresa a Cardona (km. 19,5) i per les especials condicions de la seva situació prop de Súria, la Colònia Valls està fortament desvinculada del seu municipi, Navàs, i viu, econòmicament i a nivell de serveis bàsics, totalment relacionada amb Súria, Cardona i Manresa. La Colònia s'organitzà a ponent del Cardener a la seva primera època; l'expansió i l'ampliació del nombre d'habitatges, obligà a desplaçar-se al costat de la carretera, en construir al peu d'aquesta essencial via de comunicació.